# 曹思詩
曹思詩（英語：Jaslena Cho Sze Si，1991年10月25日—），曾改藝名曹卓榣，是香港前藝人及少女模特兒，2004年出道，至2023年息影，有《翻版唐詩詠》及《翻版徐子淇》之稱。

## 背景

### 入行
曹思詩曾出版個人寫真集，2009年在香港動漫節“ACG IMAGE GIRL大賽”取得冠軍，之後接拍過廣告及MV當女主角。

### 亞洲電視及無綫電視時期
曹思詩曾經為亞洲電視合約女藝員，2013年便離開亞洲電視再過檔無綫電視，之後就會才轉到無綫電視，但是於無綫電視藝員訓練班畢業後成為旗下基本藝人合約女藝員。她在2009年畢業於天主教鳴遠中學，為該校第44屆中五畢業生。剛離開亞洲電視的曹思詩，即時同年加入無綫電視（TVB）至今後並因沒有任何的現在亞視藝人合約在身，而退居幕後，先擔任無綫藝人，同年晉升為TVB藝員，翌年再晉升為主持人工作。他於十多年內一直任職於亞視一職，2014年因J2主持旅行節目《Go! Yama Girl》及《山系女行Yama Girl》等系列之一而備受廣大觀眾關注。2019年11月1日，曹思詩在社交平台網站上她便離開無綫電視，曹思詩因替舊愛作擔保人，但其舊愛失信逃避債務，曹思詩需為此背上630萬巨債，其後她在Facebook社交平台上眾籌還債，成為首位靠眾籌還債的香港藝人。2020年10月，曹思詩被傳媒拍到她與外籍男友居於租住的船上。

### 息影退出娛樂圈時期
2023年9月1日，曹思詩在全面息影當日社交網站平台上Facebook發言，之後就宣布息影，並退出香港娛樂圈，即將繼續演藝工作並移居到台灣及中國內地後就會讀進修課程，其後；她身兼亞視出身的曹思詩表示，除了賣車、賣樓物業管理之下打算在之後就曹思詩最後離開了香港，在分別移居至台灣或中國大陸發展後結束19年來香港的演藝事業。

## 演出作品

### 電視劇（無綫電視）
| 首播   | 名稱                 | 角色                                                                             |
| 2014年 | 愛·回家 (第一輯)     | 動漫女（第549集） 模特兒（第579集） Natalie（第589、596集） 派對女子（第625集）  |
| 2014年 | 我們的天空           | 雜誌社職員                                                                       |
| 2015年 | 四個女仔三個BAR      | 詩                                                                               |
| 2015年 | 衝線                 | 思思（第14集）                                                                   |
| 2015年 | 天眼                 | CID                                                                              |
| 2015年 | 水髮胭脂             | 嘉賓（第3集）                                                                    |
| 2015年 | 愛·回家 (第二輯)     | 學員                                                                             |
| 2015年 | 陪著你走             | Lam & Wong職員（第1集）                                                          |
| 2015年 | 收規華               | 妓女                                                                             |
| 2015年 | 張保仔               | 四宮女                                                                           |
| 2015年 | 實習天使             | 急症室職員                                                                       |
| 2015年 | 刀下留人             | 妓女                                                                             |
| 2016年 | 愛情食物鏈           | 學生妹（第6集） 女客人（第11集）                                                 |
| 2016年 | 鐵馬戰車             | 傷者（第1集）                                                                    |
| 2016年 | 公公出宮             | 妓女                                                                             |
| 2016年 | 警犬巴打             | 情侶（第13集）                                                                   |
| 2016年 | 潮流教主             | 女明星（第2集）                                                                  |
| 2016年 | 末代御醫             | 宮女                                                                             |
| 2016年 | 愛·回家之八時入席    | TVI女藝員（第1、21、35-36、60-61、65、116、139、164、180集） 髮型師（第42-43集） |
| 2016年 | 殭                   | 客人（第11、16集） 食客（第22集） 年青女（第27集） 妓女（第32集）                |
| 2016年 | 火線下的江湖大佬     | 店員（第6集）                                                                    |
| 2016年 | 純熟意外             | 模特兒（第3-4集）                                                                |
| 2016年 | 一屋老友記           | 小三（第16集）                                                                   |
| 2016年 | 完美叛侶             | 藍藍（第16集）                                                                   |
| 2016年 | 城寨英雄             | 護士（第8、12、17、25集）                                                        |
| 2016年 | 超能老豆             | 茶餐廳顧客（第18集）                                                             |
| 2016年 | 為食神探             | 軍裝警員（第4、20集）                                                            |
| 2016年 | 巨輪II               | 少女（第8、16集）                                                                |
| 2016年 | 律政強人             | 記者（第6、12集）                                                                |
| 2016年 | 幕後玩家             | 劇團團員（第13集）                                                               |
| 2016年 | 來自喵喵星的妳       | 職員（第26集）                                                                   |
| 2016年 | 流氓皇帝             | 日本婢女（第15集）                                                               |
| 2017年 | 味想天開             | 青樓女子（第2集）                                                                |
| 2017年 | 與諜同謀             | 艷女（第5集）                                                                    |
| 2017年 | 我瞞結婚了           | 美女（第8集）                                                                    |
| 2017年 | 心理追兇 Mind Hunter | Kelly                                                                            |
| 2017年 | 全職沒女             | 任娃（第8集）                                                                    |
| 2017年 | 愛·回家之開心速遞    | 售貨員（第52集） Annie（第123集） 美女（第134集）                                |
| 2017年 | 超時空男臣           | 妃子                                                                             |
| 2017年 | 雜警奇兵             | 秘書（第3集）                                                                    |
| 2017年 | 老表，畢業喇！       | 旅行社職員（第30集）                                                             |
| 2017年 | 誇世代               | I Banker                                                                         |
| 2017年 | 溏心風暴3            | Joana                                                                            |
| 2017年 | 性在有情             | 妓女（第16集）                                                                   |
| 2018年 | 波士早晨             | 啤酒妹（第8集）                                                                  |
| 2018年 | 三個女人一個「因」   | 面試生（第1集）                                                                  |
| 2018年 | 果欄中的江湖大嫂     | 美女（第29集）                                                                   |
| 2018年 | 逆緣                 | 警員（第12、31集）                                                               |
| 2018年 | 棟仁的時光           | 伴娘（第2集）                                                                    |
| 2018年 | 宮心計2深宮計        | 宮婢                                                                             |
| 2018年 | 天命                 | 秋月                                                                             |
| 2018年 | BB來了               | 晴朋友（第6集）                                                                  |
| 2018年 | 特技人               | 艷女（第23集）                                                                   |
| 2018年 | 是咁的，法官閣下     | 化粧師（第10、14、22集）                                                         |
| 2020年 | 迷網                 | 年輕莫雪芳（第10集）                                                             |
| 2020年 | 木棘証人             | 鳳姐（第1、2集）                                                                 |

### 網絡劇（Big Big Channel）
- 2017年：降魔的番外篇 - 首部曲

### 電視節目（無綫電視）
- 2014年：Go! Yama Girl／山系女行Yama Girl系列第一輯（主持與李佳芯、蔡思貝、陳嘉寶、王敏奕、葉麗嘉及方珈悠等合作）
- 最緊要好玩
- 齊癲大聖福祿壽

### 電影
- 2019年：唐伯虎點秋香2019

## 外部連結
- 曹思詩的新浪微博
- 曹思詩的Instagram帳戶
- 曹思詩的Facebook專頁
- 曹思詩在AModel Agency.模特兒公司資料
- 東網Baby：曹思詩（页面存档备份，存于）